# Westhafen Tower
 (octobre 2022).

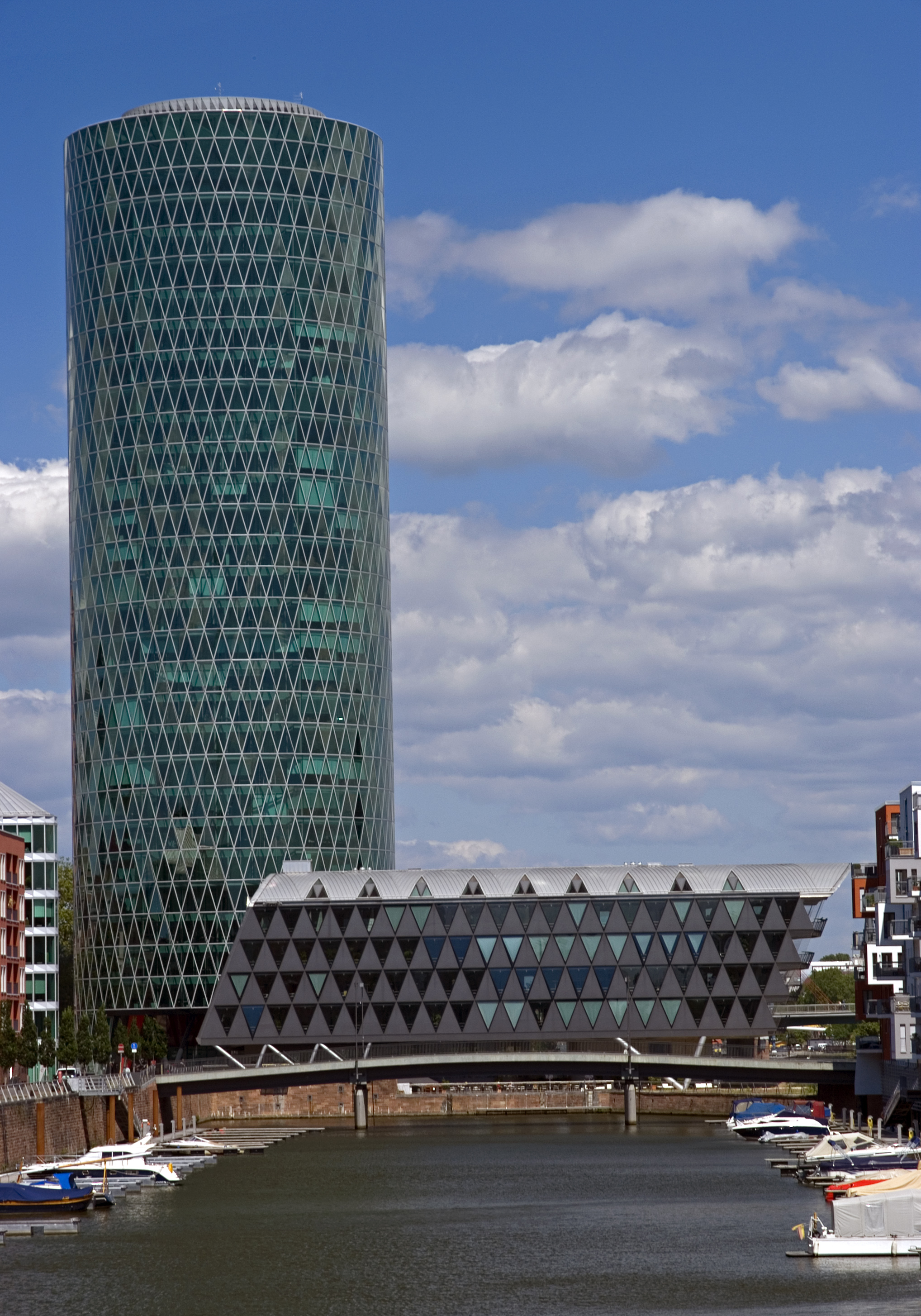
La Westhafen Tower

La Westhafen Tower (Tour du port de l'Ouest) est un gratte-ciel au port de l'Ouest, à Francfort-sur-le-Main, en Allemagne. 
Le bâtiment fut conçu par le cabinet d'architecture Schneider + Schumacher et fut construit en 2004 par la OFB Projektentwicklung GmbH. Le bâtiment est propriété de la Westhafen Tower GmbH & Co. 
Il est haut de 109 m et comporte 30 étages, ainsi que 5 niveaux souterrains, pour une superficie de 23 527 m2.